# Ceremonial Oath
Ceremonial Oath — шведський музичний метал-гурт, заснований у 1989 році під назвою Desecrator. У 1991 назву колективу було змінено на сучасну. Після виходу низки демо-записів та EP, а також видання двох повноформатних альбомів, гурт припинив своє існування у 1995 році.
Наприкінці 2012 року деякі з колишніх музикантів Ceremonial Oath повідомили про своє об'єднання під оригінальною назвою задля участі у «Gothenburg Sound Festival», що мав відбутися у Гетеборзі 5 та 6 січня 2013 року.

## Історія
У 1989 році гурт молодих перспективних шведських музикантів об'єднався у колектив під назвою Desecrator. Хлопці вирішили грати музику на перетині дез-металу та треш-металу і протягом двох років презентували спільноті два демо-записи, які отримали назви Wake the Death та Black Sermons.
Однак у 1991 році все змінилося з приходом до гурту Єспера Стремблада. Його жага творити більш мелодійну музику мала значний вплив на інших членів колективу та призвела до стильового переорієнтування гурту і зміни його назви на Ceremonial Oath. Протягом трьох років (з 1991 по 1993) музиканти презентували одразу три релізи, почавши з запису промо-альбому і завершивши виданням повноформатного творіння The Book of Truth на лейблі Modern Primitive.
Однак після виходу у світ дебютного альбому склад Ceremonial Oath зазнав значних змін. Залишили колектив Єспер Стремблад та Оскар Дроньяк, які вирішили зосередитися на свої нових проєктах In Flames та HammerFall. Замінити їх покликані були Андерс Фріден, Мікаель Андерссон та Томас Юганссон. Протягом двох років новий склад гурту працював над матеріалом для нового альбому та його записом і врешті-решт у 1995 році музиканти внесли до свого активу черговий повноформатний реліз, що отримав назву Carpet. Втім, конкурувати з набираючими оберти флагманами мелодійного дез-металу, серед яких були At the Gates, In Flames та Dark Tranquillity, не вдалося і того ж року гурт Ceremonial Oath припинив своє існування.
Втім, вплив музикантів гурту на розвиток локальної та світової метал-сцени значно перевершив їх скромні здобутки у складі безпосередньо Ceremonial Oath. Учасниками колективу були створені таки легендарні метал-формації, як In Flames та HammerFall, що зайняли провідні місця серед гуртів своїх жанрів. А деякі моменти з альбому Carpet значно випередили свій час, знайшовши відгук у творчості інших колективів лише десятиліття потому.
У 2012 році несподівано для всіх було оголошено про возз'єднання деяких колишніх музикантів гурту під назвою Ceremonial Oath задля виступу на «Gothenburg Sound Festival». Причому до складу колективу повернулися такі зіркові його учасники, як Стремблад та Дроньяк, яких доповнили Нурдберг та Іверс (до речі, Андерс Іверс є єдиним музикантом гурту, що залишився у ньому з дня заснування та жодного разу його не залишав). В додаток до цього планується перезведення та перевидання дебютного альбому гурту The Book of Truth.

## Склад гурту
Поточний склад
- Єспер Стремблад — бас-гітара (1991–1993, 2012-…)
- Андерс Іверс — гітара (1989–1995, 2012-…)
- Оскар Дроньяк — гітара (1989–1993, 2012-…)
- Маркус Нурдберг — ударні (1990–1995, 2012-…)

Колишні музиканти
- Андерс Фріден — вокал (1993–1995)
- Мікаель Андерссон — гітара (1993–1995)
- Томас Юганссон — бас-гітара (1993–1995)
- Маркус Фредрікссон — бас-гітара (1989–1990)
- Ульф Ассарссон — ударні (1989)

Запрошені сесійні музиканти
- Томас Ліндберг — вокал (три пісні на альбомі Carpet)

## Дискографія
Під назваю Desecrator
| Альбом         | Рік  | Формат     | Лейбл |
| -------------- | ---- | ---------- | ----- |
| Wake the Death | 1989 | Демо-запис |       |
| Black Sermons  | 1990 | Демо-запис |       |

Під назвою Ceremonial Oath
| Альбом            | Рік  | Формат     | Лейбл            |
| ----------------- | ---- | ---------- | ---------------- |
| Promo 1991        | 1991 | Демо-запис |                  |
| Lost Name of God  | 1992 | EP         | Corpse Grinder   |
| The Book of Truth | 1993 | Альбом     | Modern Primitive |
| Carpet            | 1995 | Альбом     | Black Sun        |